# أندريا إنجينيري
أندريا إنجينيري (بالإيطالية: Andrea Ingegneri)‏ (18 يناير 1992 بلوغو في إسبانيا - ) هو لاعب كرة قدم إيطالي في مركز الدفاع. لعب مع نادي بولونيا ونادي تشيزينا وBassano Virtus 55 ST ‏ وبوردينوني كالتشيو وForlì FC ‏.